# John Lennon
John Winston Ono Lennon, född John Winston Lennon den 9 oktober 1940 i Liverpool, död 8 december 1980 i New York, var en brittisk sångare, musiker och kompositör tillika en av grundarna till musikgruppen The Beatles. Som kompositör och sångare, både i The Beatles och senare som soloartist, räknas han till en av rockens stora förgrundsgestalter, inte minst tack vare sitt samarbete med Paul McCartney i låtskrivarduon Lennon–McCartney.
John Lennon var en betydande fredsaktivist, något som fick en allt större framtoning under den senare delen av hans karriär som soloartist. Han var även influerad av feminismen.
Lennon flyttade år 1971 till New York. När han på kvällen den 8 december 1980 var på väg in till sin bostad sköts han till döds av Mark David Chapman.

## Biografi

### Tidiga år: 1940–1956
John Winston Lennon var enda barnet i äktenskapet mellan Julia Stanley (1914–1958) och sjömannen Alfred Lennon (1912–1976). Han fick senare halvsyskon genom både modern och fadern. Föräldrarna separerade tidigt och John bodde under sin uppväxt hos sin moster Mimi (1903–1992) och hennes man George Smith (1903–1955). Lennon hade en mycket god relation till sin mor Julia och hon väckte hans intresse för musik och lärde honom spela banjo och piano. Som tonåring förlorade Lennon både sin fosterfar och sin mor Julia, som omkom i en trafikolycka. Detta gjorde att han var nedstämd under flera år, men han fick även kraft att börja skapa musik. Lennons barndom har gestaltats i filmen Nowhere Boy. Den handlar bland annat om hans förhållande till modern och hans första möte med Paul McCartney. Sin biologiska far fick han inte kontakt med förrän i vuxen ålder.

### The Quarrymen och The Beatles: 1956–1970

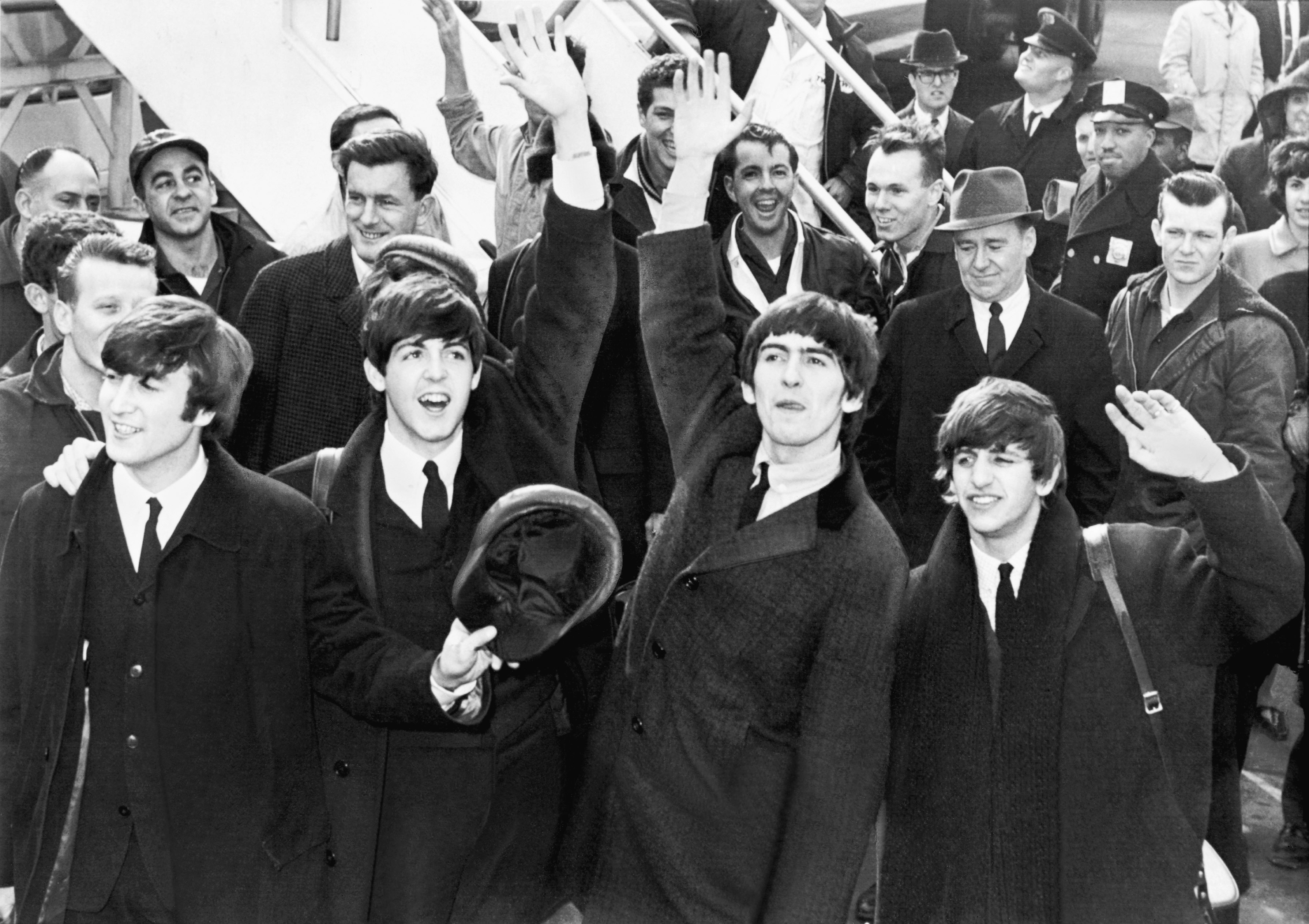
The Beatles i New York 1964: John, Paul, George och Ringo.

Lennon bildade 1956 skifflegruppen The Quarrymen. Paul McCartney gick med i bandet i oktober 1957. Lennon och McCartney blev bästa vänner och började skriva låtar ihop, vilket de fortsatte med långt in på 1960-talet. Många av The Beatles tidiga låtar komponerade Lennon och McCartney tillsammans, men med tiden började de att skriva mer och mer var för sig.
År 1966 påstod Lennon i en intervju att ”Vi är populärare än Jesus nu”, ett uttalande som gjorde honom impopulär hos troende amerikanska Beatlesfans. Dessa brände sina Beatlesskivor, och han tvingades be om ursäkt samtidigt som han förklarade att han inte menat att göra någon jämförelse mellan The Beatles och Jesus. 
Lennon har berättat att hans son Julian kom hem med en teckning som han ritat på förskolan. På frågan om vad den föreställde svarade Julian att det var ”Lucy in the sky with diamonds” (Lucy var en flicka på förskolan). Lennon inspirerades och skrev en låt om ”Lucy in the Sky with Diamonds” som gavs ut av The Beatles. I en intervju långt senare erkände dock Paul McCartney, som många musikkritiker också hävdat och klandrat gruppen för, att sången så klart syftat på och varit en hyllning till drogen LSD som medlemmarna i Beatles alla provat på.
Lennon är också känd för att han efter Beatleskarriären var en betydande fredsaktivist som på många sätt sökte skapa opinion för fred på jorden. Bland annat spelade han in "Give Peace a Chance" med hjälp av många av dåtidens mest kända artister. 
Lennon är upphovsman till tre böcker: In his own write (På eget sätt, 1964), A Spaniard in the Works (En spann jord i maskineriet, 1965) och Skywriting by word of mouth (Muntliga röksignaler, publicerad postumt 1986). Han har efterlämnat en del kända citat som till exempel "Life is what happens to you while you’re busy making other plans" ur texten till låten ”Beautiful Boy (Darling Boy)”.

### Äktenskap och solokarriär: 1970–1980
Lennon ingick sitt första äktenskap 1962 med Cynthia Powell (1939–2015) som han hade varit tillsammans med sedan 1958. De fick året därpå sonen Julian, som också han skulle komma att bli popartist. Äktenskapet upplöstes dock 1968. Den direkta orsaken till skilsmässan var att Lennon inlett ett förhållande med konstnärinnan Yoko Ono som han mött första gången 1966 när han besökt hennes utställning. Ono hade vid tillfället ställt ut ett äpple på ett podium och Lennon var så fräck att han gick fram och tog en stor tugga av det och på så vis kom han i kontakt med Ono. När de blivit ett par valde de att vara tillsammans dygnet runt. Ono följde alltid med Lennon till Beatles inspelningssessioner vilket dock inte alltid uppskattades av de övriga medlemmarna.
Paret Lennon-Ono gifte sig 20 mars 1969 i Gibraltar och bosatte sig först i London men flyttade i början av 1970-talet till New York. Efter vigseln lade Lennon till sin hustrus namn till sitt eget. Hans fullständiga namn blev då John Winston Ono Lennon. Tillsammans med Ono skapade Lennon experimentell konst och musik. Lennon medverkar bland annat i Onos experimentella film Self-Portrait, som visar hans halverigerade penis i slowmotion. Lennon och Ono gav tillsammans ut tre experimentella musikalbum:
- Unfinished Music #1: Two Virgins (1968)
- Unfinished Music #2: Life with the Lions (1968)
- Wedding Album (1969)

Lennons första soloalbum var John Lennon/Plastic Ono Band (1970), som var starkt påverkat av den primalterapi som han och Ono gått i. (Ono gav samtidigt ut Yoko Ono/Plastic Ono Band.) Därefter kom skivorna:
- Imagine – (1971)
- Some Time in New York City – (1972)
- Mind Games – (1973)
- Walls and Bridges – (1974)
- Rock 'n' roll – (1975)

Den 9 oktober 1975, på Lennons 35-årsdag, föddes Lennons och Onos son Sean Lennon. Lennon bestämde sig då för att ta en lång pappaledighet och drog sig tillbaka som artist i fem år. Uppehållet bröts 1980 med hans och Onos gemensamma album Double Fantasy.

### Mordet: 8 december 1980

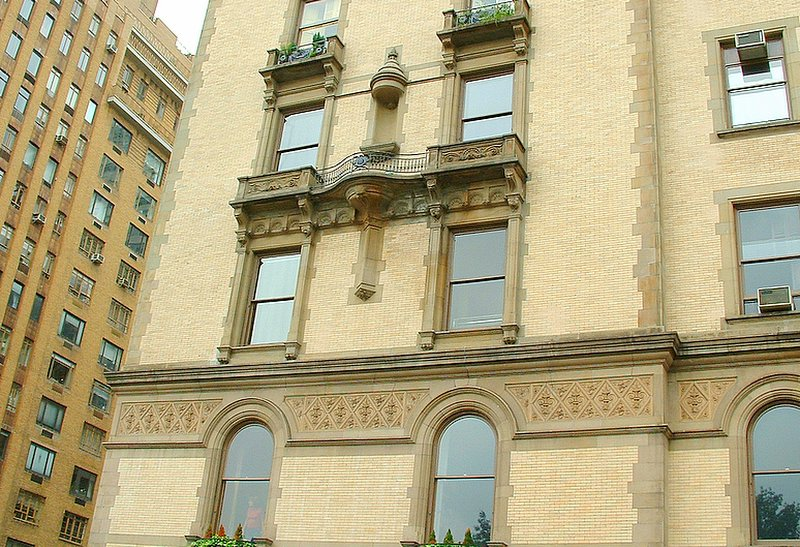
John Lennons lägenhet i Dakota Building, New York.

Efter en kväll på Record Plant den 8 december 1980 återvände John Lennon och Yoko Ono till sin Manhattan-lägenhet i en limousine runt klockan 22:50 (EST). De lämnade fordonet och gick genom Dakota-arkaden när Mark David Chapman sköt Lennon fyra gånger i ryggen på nära håll utanför Johns och Yokos bostad i Dakota Building. Han fördes till sjukhus i polisbil men hans liv gick inte att rädda. Gärningsmannen var en psykiskt sjuk Lennon-beundrare som tidigare på dagen hade fått Lennons autograf. Han stannade kvar på mordplatsen och greps odramatiskt. Han dömdes senare till livstids fängelse för mordet med chans till frigivning 2000. Chapman har haft chans att bli frisläppt nio gånger men fortsätter än idag att vara inlåst.
Någon begravningsceremoni för Lennon hölls inte. Han kremerades, men det har inte offentliggjorts var askan finns, det sägs att Yoko Ono spred den i Central Park.

## Eftermäle
Lennon var vid tiden för sin död mycket känd och sedan tre veckor aktuell med sin första skiva efter fem års tystnad. Lennons förra band The Beatles var också fortfarande populära och många fans hade fortfarande inte släppt hoppet om en återförening av gruppen. Mordet gav ett stort eko i hela västvärlden och minnesstunder där man sjöng Lennons musik hölls i många länder. 
Tusentals människor samlades utanför Dakota Building i New York i flera dygn efter mordet och den officiella minnesstunden hölls i Central Park där en del av parken senare fick namnet Strawberry Fields för att hedra Lennons minne.
Efter Lennons död har många artister skrivit hyllningslåtar till hans minne. Ett urval är:
- Elton John – "Empty Garden (Hey Hey Johnny)"
- Queen – "Life Is Real (Song for Lennon)"
- George Harrison – "All Those Years Ago"
- The Cranberries – "I Just Shot John Lennon"
- Paul McCartney – "Here Today"
- The Kinks – "Killer's Eyes"
- Stevie Nicks – "Edge of Seventeen"
- Joan Baez – "Sgt. Pepper's Band"
- Ringo Starr – "Liverpool 8" och "Peace Dream"
- Guns N' Roses – "Catcher in the Rye"
- Oasis – "I'm Outta Time" (John Lennon tribute)
- Bob Dylan – Roll on John

## Utmärkelser
- John Lennon tilldelades liksom de övriga medlemmarna i The Beatles 1965 Brittiska Imperieorden av graden MBE för sina musikaliska framgångar. Den 25 november 1969 återlämnade dock Lennon sin medalj i protest mot Storbritanniens agerande i Biafrakriget och mot landets stöd för USA under Vietnamkriget.[13]

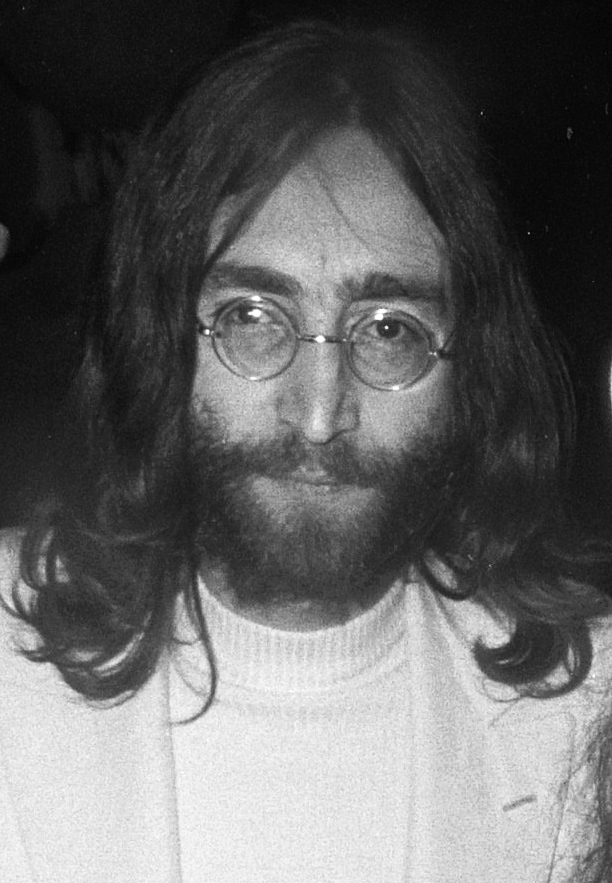
John Lennon 1969.

- John Lennon 1969.Lennon valdes in i Rock and Roll Hall of Fame som medlem i Beatles 1988 och som soloartist 1994.[14]
- Asteroiden 4147 Lennon[15]

## Diskografi

### Studioalbum
- 1970 – John Lennon/Plastic Ono Band
- 1971 – Imagine
- 1973 – Mind Games
- 1974 – Walls and Bridges
- 1975 – Rock 'n' Roll

### Album medYoko Ono
- 1968 – Unfinished Music No.1: Two Virgins
- 1969 – Unfinished Music No.2: Life with the Lions
- 1969 – Wedding Album
- 1972 – Some Time in New York City
- 1980 – Double Fantasy
- 1984 – Milk and Honey

### Livealbum
- 1969 – Live Peace in Toronto 1969
- 1986 – Live in New York City

### Samlingsalbum
- 1975 – Shaved Fish
- 1982 – The John Lennon Collection
- 1997 – Lennon Legend: The Very Best of John Lennon
- 2005 – Peace, Love & Truth
- 2005 – Working Class Hero: The Definitive Lennon
- 2010 – Gimme Some Truth
- 2010 – Power To The People: The Hits

### Samlingsboxar
- 1990 – Lennon
- 1998 – John Lennon Anthology
- 2010 – The John Lennon Signature Box

### Postum utgivning
- 1986 – Menlove Ave.
- 1998 – Wonsaponatime
- 2004 – Acoustic

### Nymixningar
- 2018 – Imagine CD- och vinylutgåvor, boxar i flera versioner med olika mängder extramaterial

### Soundtrack
- 1988 – Imagine: John Lennon
- 2006 – The U.S. Versus John Lennon